# قیفکیان
قیفکیان (نام علمی: Conidae) نام یک تیره از راسته نوشکم‌پایان است.